# St. Martin (Krzeszowice)
Die katholische Kirche St. Martin (polnisch Kościół św. Marcina) in Krzeszowice im Powiat Krakowski (Kreis Krakau) geht auf einen Entwurf von Charles Percier und Léonard Fontaine in Zusammenarbeit mit Karl Friedrich Schinkel zurück.

## Geschichte
Die Kirche war ein reiner Privatauftrag für Graf Artur Potocki in Zusammenhang mit einem durch Schinkel geplanten Schlossbau, der jedoch nicht zur Ausführung kam. Die Kirche war ab 1824 für ungewöhnlich lange Zeit, 20 Jahre, in Bau.

## Bauwerk
Typologisch handelt es sich um eine Saalkirche mit Seitennischen.
Die Kirche ist nach Süden ausgerichtet und trägt ein flaches Satteldach. Die Kirche hat ein polygonal abschließendes Pseudoquerhaus. Im Süden bildet ein Riegelbau aus zwei Chorflankentürmen, die mit einer Galerie verbunden sind, sowie ein 5/8-Chor den Abschluss. An der Nordfassade öffnen sich drei gekoppelte Spitzbogenöffnungen zur Vorhalle. Über diesen stehen Heiligenfiguren und eine fein gegliederte Rosette. Die Seitenfassaden sind durch Strebepfeiler stark betont. Das Gewölbe ist eine Spitztonne, wobei zu den Seitennischen kleine Stichkappen einschneiden.